# Pachyteria virescens
Pachyteria virescens là một loài bọ cánh cứng trong họ Cerambycidae.